# Иванов, Александр Иванович (ректор)
Александр Иванович Иванов — ректор Бурятской государственной сельскохозяйственной академии (1939—1941).

## Биография
Александр Иванович родился в 1896 году, в Санкт-Петербурге.
В 1917 году А. И. Иванова выбирают заместителем председателя солдатского комитета.
Август 1918 — май 1920 г. участвует в боях против Каледина, Корнилова, Деникина. После военно-политических курсов служит политическим комиссаром в различных родах войск.
В 1926 г. Иванов демобилизовался из РККА по состоянию здоровья.
В 1930—1932 Александр Иванович обучается в Северо-Кавказской сельскохозяйственной академии г. Новочеркасск, по окончании получает специальность агронома-организатора.
В 1932 году Иванов А. И. поступил в аспирантуру и одновременно работал заместителем директора Северо-Кавказского зоотехнического института в г. Ставрополе.
В 1935 А. И. Иванов назначается директором зоотехнического института в г. Ворошиловске.
В августе 1939 г. Александр Иванович на основании приказа вступает в должность директора Бурят-Монгольского зооветинститута г. Улан-Удэ.
В 1941 году Иванов был призван в армию, на Забайкальский фронт.
После войны Александр Иванович работал директором племенной станции в Подмосковье, затем в Крымском сельскохозяйственном техникуме. Дальнейшая судьба неизвестна.

## Награды
- Орден Красной Звезды,
- Медаль «За боевые заслуги»,
- Медаль «За победу над Германией в Великой Отечественной войне 1941—1945 гг.»
- Медаль «За победу над Японией»
- Орден Полярной Звезды МНР